# Försvarsreformen 1901
Försvarsreformen 1901 eller 1901 års härordning (idag benämnt försvarsbeslut) var en försvarsreform som röstades igenom i Sveriges riksdag den 23 maj 1901.

## Bakgrund
Försvarsreformen är en av de hittills största omstöpningarna av den svenska Försvarsmakten. Sedan 1682, då Karl XI införde Indelningsverket, hade landet haft samma typ av försvarstänkande, men av flera orsaker blev det nödvändigt att reformera landets försvar och framför allt det system med vilket man bemannade förbanden.
Lösningen blev att införa värnplikt. År 1812 hade man kompletterat indelningsverket med den allmänna beväringsinrättningen vilken var en form av värnplikt och som gällde alla vapenföra män mellan 20 och 25 år. Under Napoleonkrigen i början av 1800-talet konstaterade man att det gamla systemet var omodernt och ineffektivt. Under lång tid diskuterades olika lösningar utan att man kunde komma till något resultat. År 1873 fattade riksdagen så det formella beslutet att ersätta indelningsverket med ett nytt system som byggde på fast anställda officerare (så kallade stamanställda) och en allmän värnplikt.
I 1901 års härordning bestämdes vapenövningstiden för det värnpliktiga manskapet vid infanteriet och jämställda trupper till första tjänstgöring om 150 dagar och tre regementsövningar om 30 dagar, vid kavalleriet, fältartilleriet och fältingenjörstrupperna till 281 dagar jämte två regementsövningar om 42 dagar samt vid Marinen till 300 dagar. Vidare beslutades det att fredsorganisationen vid samtliga infanteriregementen skulle utökas med en tredje bataljon. På så vis utökades antalet kompanier i ett regemente från åtta till sammanlagt tolv.
Försvarets årliga kostnad var 1910 runt 50 miljoner kronor, vilket motsvarade ungefär 1,7% av BNP.

## Förändringar
- Västgöta-Dals regemente ombildas till Hallands regemente.
- Positionsartilleriregementet sattes upp i Stockholm
- Vaxholms grenadjärregemente sattes upp i Vaxholm genom en sammanslagning av Värmlands fältjägarkår och Hallands bataljon.
- Svea ingenjörkårs detachement i Vaxholm sattes upp i Stockholm och omlokaliserades 1908 till Vaxholm.
- Karlskrona grenadjärregemente sattes upp i Karlskrona genom en sammanslagning av Smålands grenadjärkår och Blekinge bataljon.
- Göta ingenjörkårs detachement i Karlskrona sattes upp i Karlsborg och omlokaliserades 1908 till Karlskrona.
- Samtliga trängbataljoner upphöjs till trängkårer [3]

## Avvecklade förband
- Värmlands fältjägarkår (I 26), Trossnäs fält
- Hallands bataljon (I 28), Skedala
- Smålands grenadjärkår (I 7), Ränneslätt
- Blekinge bataljon (I 30), Bredåkra